# Gaetano Preti
Gaetano Giovacchino Francesco Preti (* 28. Februar 1891 in Ferrara, Emilia-Romagna; † 2. März 1963 ebendort) war ein italienischer Turner.

## Karriere
Gaetano Preti nahm an den Olympischen Spielen 1908 in London teil. Er belegte mit dem italienischen Team im Mannschaftsmehrkampf den sechsten Platz.